# ابراکادابرا (فیلم ۲۰۱۷)
ابراکادابرا (به انگلیسی: Abracadabra) یا ورد یا طلسم فیلمی محصول سال ۲۰۱۷ و به کارگردانی پابلو برگر است. در این فیلم بازیگرانی همچون ماریبل وردو، آنتونیو د لا توره، خولیان بیاگران، خوزه موتا، جوزپ ماریا پو و کیم گوتیه‌رس ایفای نقش کرده‌اند.